# Боливарски освободителни сили
Боливарски освободителни сили (испански: Fuerzas Bolivarianas de Liberación – FBL) е лява партизанска организация действаща във Венецуала. Групировката е създадена през 1992 г. след идването на власт на президента Уго Чавес и изповядва идеите на боливаризма. Оперира основно в провинция Апуре по протежение на границата между Венецуела и Колумбия. Наброява между 1000 и 4000 члена. Получава обучение и поддръжка от колумбийската организация Революционни въоръжени сили на Колумбия, но е в конфликт с другата основна колумбийска групировка Армия за национално освобождение. От 2008 г.. част от групата започва да се афишира като Патриотични сили за национално освобождение (испански:Fuerzas Patrióticas de Liberación Nacional – FPLN).